# Bernard Rubin

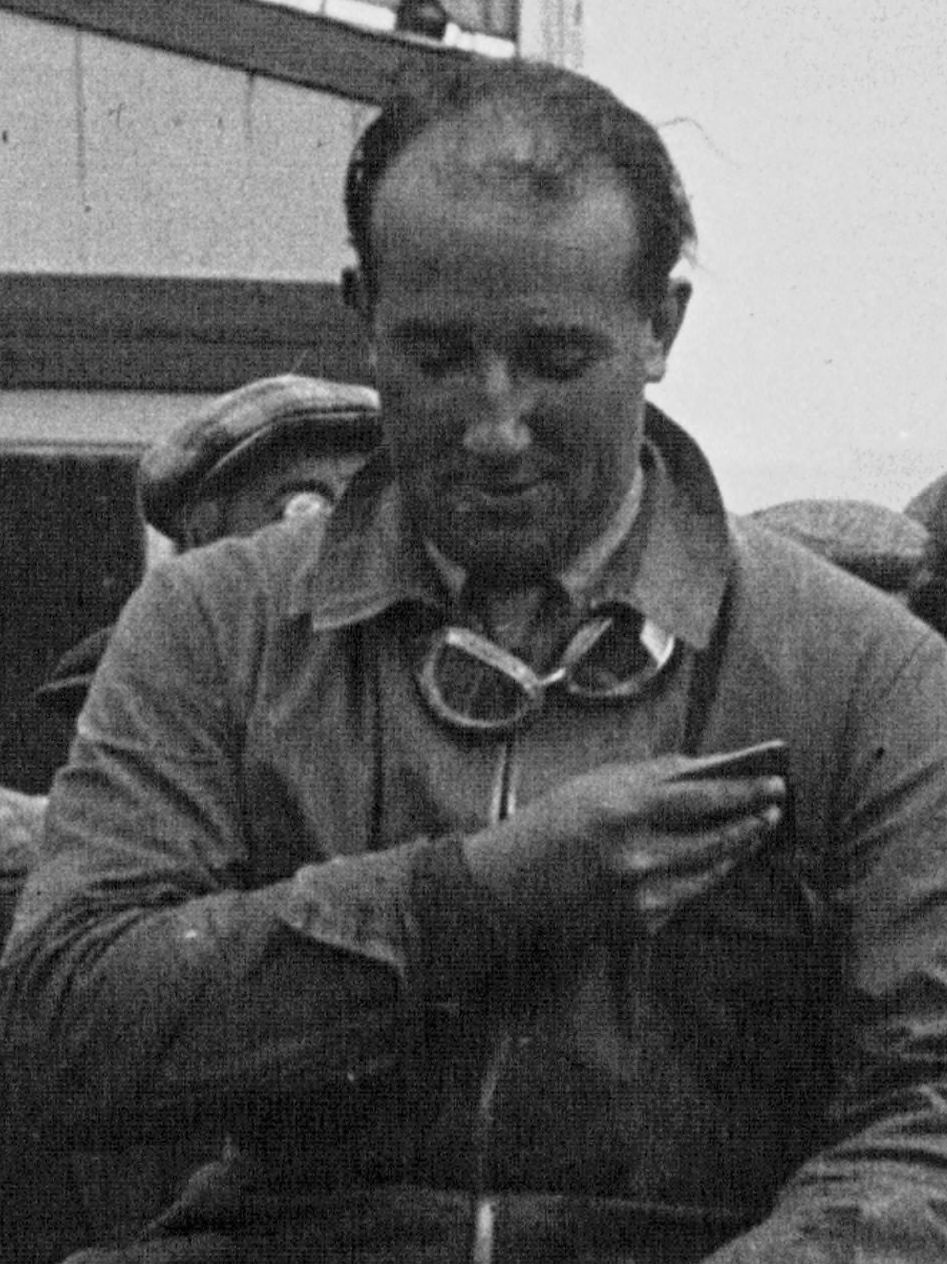
Bernard Rubin à l'arrivée au Mans en 1928.

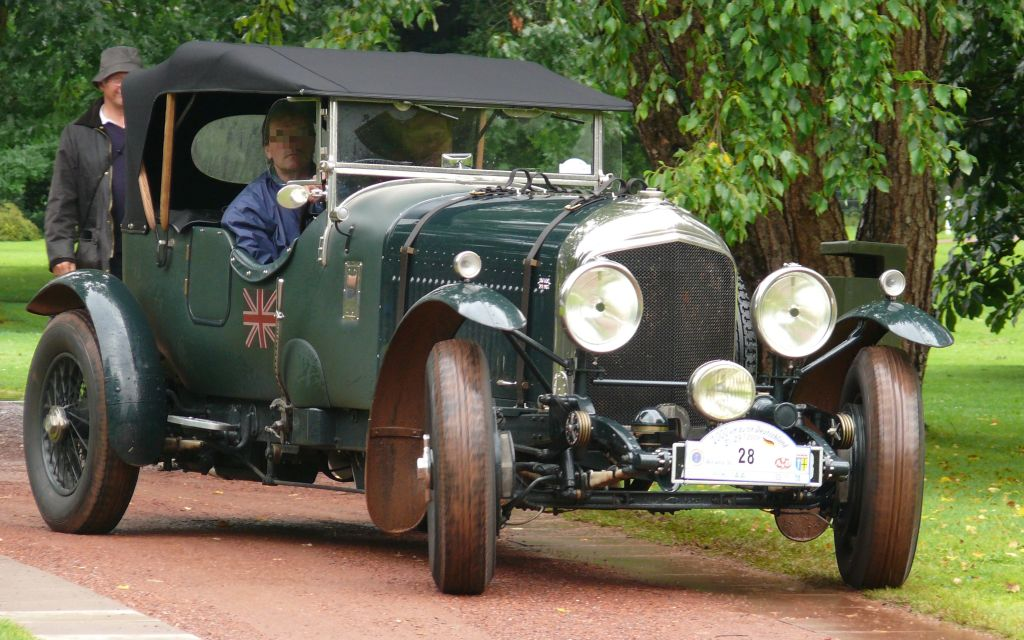
La Bentley Le Mans 4,5 Litre Special verte des vainqueurs des 24 Heures en 1928.

Bernard Rubin (6 décembre 1896 à Carlton (Victoria) – 27 juin 1936) était un pilote automobile australien, et l'un des Bentley Boys.

## Biographie
Fils d'un marchand de perles, il arrive en Angleterre avec sa famille en 1908.
Il est gravement blessé aux jambes durant la Première Guerre mondiale, alors qu'il servait dans le Royal Garrison Artillery. Devenu agent immobilier, il se lie d'amitié avec Woolf Barnato à la fin des années 1920.
En 1928 il remporte les 24 Heures du Mans avec Barnato, au volant d'une Bentley 4½ Litre. En août 1929 il se blesse de nouveau sérieusement au RAC TT. Ayant alors aidé financièrement Tim Birkin dans ses engagements en sport mécanique, les deux hommes se partagent le volant d'une MG K3 Magnette lors des Mille Miglia 1933. Birkin pilote également une Alfa Romeo (partagée avec George Eyston et Whitney Straight) et une Maserati 3000 appartenant à Rubin, avec laquelle Birkin se brûle grièvement après le Grand Prix de Tripoli 1933.
Au total Rubin pratique la compétition automobile entre 1928 et 1933, puis l'année suivante il effectue un trajet Mildenhall-Melbourne à bord d'un Leopard Moth avec le pilote d'essai K.F.H. Waller, sur une durée d'à peine huit jours pour l'époque. Il possédait alors aussi un De Havilland Comet qui, entre les mains de Waller et O. Cathcart-Jones, obtint avant sa mort une quatrième place dans la Green Comet race australienne, puis établit un record de 130 heures de vol lors d'une boucle Darwin-Londres, médaille d'argent du Royal Aero Club à la clé.
Décédé de tuberculose pulmonaire en Angleterre, il est enterré au cimetière de Fawkner (Melbourne).
Il fallut attendre 55 ans pour qu'un autre australien, Vern Schuppan, remporte à nouveau les 24 Heures du Mans (en 1983). Deux autres le firent également, Geoff Brabham (1993) puis David Brabham (2009). Jack Brabham échoua quant à lui en 1957 (15e) et 1958, puis de nouveau en 1970.

## Palmarès
- 24 Heures du Mans 1928
- Victoire de classe aux Mile Miglia 1933
- 5e du RAC Tourist Trophy, en 1928 (avec Birkin)
- 6e des 6 Heures de Brooklands en 1928 (avec Dudley Benjafield)
- 8e de l'Eireann Cup, lors du Grand Prix d'Irlande en 1929 (sur Bentley Blower de Birkin)

## Anecdote
- Son oncle, le riche entrepreneur Abraham de Vahl Davis (1864-1912), coule avec le bateau à vapeur SS Koombana, après avoir acheté la légendaire perle rose dite Roseate Pearl. La perle a été achetée au nom du père de Bernard, Mark Rubin, pour 12 000 £.